# Theodor Panofka
Theodor Sigismund Panofka (Breslavia, 25 febbraio 1800 – Berlino, 20 giugno 1858) è stato un archeologo tedesco.
È stato uno dei primi studiosi ad effettuare uno studio sistematico delle ceramiche della Grecia antica, e uno dei fondatori dell'istituzione che sarebbe poi diventato l'Istituto archeologico germanico (Deutsches Archäologisches Institut).